# Трансформация (генетика)
Трансформа́ция (англ. transformation) — процесс поглощения бактериальной клеткой молекулы ДНК из внешней среды. Для того, чтобы быть способной к трансформации, клетка должна быть компетентной, то есть молекулы ДНК должны иметь возможность проникнуть в неё через клеточные покровы. Трансформация активно используется в молекулярной биологии и генетической инженерии.
Стоит отметить, что термин «трансформация» относится только к бактериальным клеткам. Поступление инородной ДНК в эукариотические клетки называют трансфекцией.

## История изучения
Впервые явление трансформации наблюдал в 1928 году Фредерик Гриффит, работавший с пневмококками (Streptococcus pneumoniae). Он обнаружил, что авирулентные штаммы, лишённые капсулы, могут получать нечто даже от мёртвых вирулентных клеток, имеющих капсулу, и в результате также становятся вирулентными. Через 16 лет Эвери, Маклеод и Маккарти показали, что этим самым агентом была ДНК, содержащая гены, необходимые для формирования капсулы. Они выделили ДНК из вирулентного штамма S. pneumoniae и показали, что введение одной только этой ДНК в клетки авирулентного штамма превращает их в болезнетворные. Результаты Эвери и коллег поначалу были встречены скептически, и окончательно они были признаны достоверными после описания явления генетического переноса Джошуа Ледербергом — конъюгации (в 1947 году) и трансдукции (в 1953 году).
В 1970 году было экспериментально показано, что клетки кишечной палочки Escherichia coli могут захватывать ДНК бактериофага λ без вспомогательного фага после обработки раствором хлорида кальция. Через два года была показана возможность захвата клетками в аналогичных условиях плазмидной ДНК. Так была изобретена химическая трансформация. В конце 1980-х годов для трансформации бактериальных клеток начали использовать электропорацию, которая оказалась во многих случаях эффективнее химической трансформации и была применима для большего числа штаммов.

## Механизм
К трансформации способны многие бактерии, например, Streptococcus, Haemophilus, Bacillus, актиномицеты, цианобактерии и другие бактерии. Так, антигенная вариация, наблюдаемая у возбудителя гонореи Neisseria gonorrhoeae, обеспечивается за счёт трансформации, при которой клетки передают друг другу гены различных вариантов пилей, за счёт которых прикрепляются к клеткам организма-хозяина. В нормальном состоянии проникновению крупных молекул ДНК внутрь бактериальных клеток мешают плотные покровы, поэтому, чтобы быть способной к трансформации, клетка должна войти в так называемое состояние компетентности. В естественных условиях компетентность приобретает часть культуры в логарифмической фазе роста под действием некоторых белков (факторов компетентности), действующих через двухкомпонентную систему. Хлорамфеникол, блокирующий синтез белка, не даёт образовываться и компетентным клеткам. Возможно также, что свою роль в развитие компетентности вносит плотность бактериальной культуры, поскольку при этом повышается концентрация факторов компетентности. У Streptococcus mutans и у других видов рода Streptococcus трансформация часто происходит при формировании биоплёнок. У Bacillus subtilis некоторые гены, вовлечённые в развитие компетентности, также задействованы в споруляции. Развитие компетентности в лог-фазе обусловлено нехваткой питательных веществ и накоплением значительного количества факторов компетентности. Трансформацию могут провоцировать бактериофаги, вызывающие выход ДНК из погибающих клеток, а также повреждения бактериальной ДНК. Приобретение компетентности — чрезвычайно сложный физиологический процесс, у Bacillus subtilis он требует экспрессии около 40 генов.
Сначала компетентные клетки связывают ДНК своей поверхностью с помощью особых рецепторов, причём линейными фрагментами клетка трансформируется гораздо легче, чем кольцевыми. ДНК расщепляется нуклеазами до фрагментов с массой до 4—5 миллионов Да, причём в клетку поступает лишь одна из двух цепей фрагментов. Некоторые бактерии, такие как пневмококки и Bacillus subtilis, могут поглощать ДНК из разнообразных источников, а другие, такие как Haemophilus, могут поглощать только ДНК клеток своего вида. Фрагменты, имеющие массу менее 500 кДа, в клетку не попадают.
После попадания в клетку одноцепочечный фрагмент встраивается в геномную ДНК клетки-реципиента. Трансформация длится от 10 до 30 минут и у разных бактерий происходит с частотой около 1 %.

## Значение
В естественных условиях трансформация даёт возможность бактериям получить извне гены, которые могут помочь адаптироваться к данным условиям. Таким образом, трансформация является одним из механизмов горизонтального переноса генов, наряду с конъюгацией (обменом клетками генетическим материалом при физическом контакте), и трансдукции, при которой фрагмент ДНК переносится фагом. Так как компетентность может вызываться повреждениями ДНК и часто происходит под действием агентов, вносящих повреждения в ДНК (например, у Helicobacter pylori трансформацию индуцирует антибиотик ципрофлоксацин, стимулирующий образование двуцепочечных разрывов), то трансформация может служить адаптивным механизмом, способствующим репарации ДНК. Получая фрагмент ДНК извне (особенно от бактерии того же вида), бактерия может использовать его в качестве матрицы для репарации повреждений путём гомологичной рекомбинации.
Трансформация стала рутинным методом молекулярной биологии для наработки большого количества требуемой плазмиды. Чтобы искусственно ввести клетки в состояние компетентности, существует два основных подхода: электропорация, при которой клетки поглощают ДНК после кратковременно приложенного напряжения, и химическая трансформация, при которой на клетки действуют разнообразными солями двухвалентных ионов, например, хлоридом кальция.